# القاتلة (فلم 1949)
القاتلة هو فيلم مصري تم إنتاجه عام 1949، تأليف وإخراج حسن رضا و بطولة كاميليا.

## فريق العمل
إخراج وتأليف: حسن رضا
بطولة:
- كاميليا
- زوزو شكيب
- فريد شوقي
- عزيزة حلمي
- كمال الشناوي

## روابط خارجية
- مقالات تستعمل روابط فنية بلا صلة مع ويكي بيانات